# Paphiopedilum purpuratum
Paphiopedilum purpuratum är en orkidéart som först beskrevs av John Lindley, och fick sitt nu gällande namn av Stein. Paphiopedilum purpuratum ingår i släktet Paphiopedilum och familjen orkidéer. Inga underarter finns listade i Catalogue of Life.
Stjälken för blomman är 9 till 19 cm lång och lila. Själva blomman har ungefär en diameter av 8 till 10 cm och det översta kronbladet är vit med mörka strimmor. De andra kronbladen är lila och får fram till blommans centrum gröna nyanser. Den diploida kromosomuppsättningen utgörs av 40 kromosomer (2n=40).
Arten förekommer i Kina i provinserna Hainan, Yunnan, Guangxi, Guangdong och Fujian samt i Vietnam och Hongkong. Den växer i låglandet och i bergstrakter upp till 1500 meter över havet. Växten ingår i löv- eller blandskogar samt i buskskogar. Den behöver fuktig jord och blommar beroende på utbredning mellan juni och januari. Bladen har en ljusgrön till grön färg. Ibland utvecklas två blommor samtidig. Paphiopedilum purpuratum hittas ofta i klippiga regioner med måttlig skugga.
Beståndet hotas av landskapsförändringar, bränder och jordskred. Flera exemplar plockas som prydnadsväxt. Klimatförändringar kan medföra torka. IUCN listar arten som akut hotad (CR).

## Bildgalleri

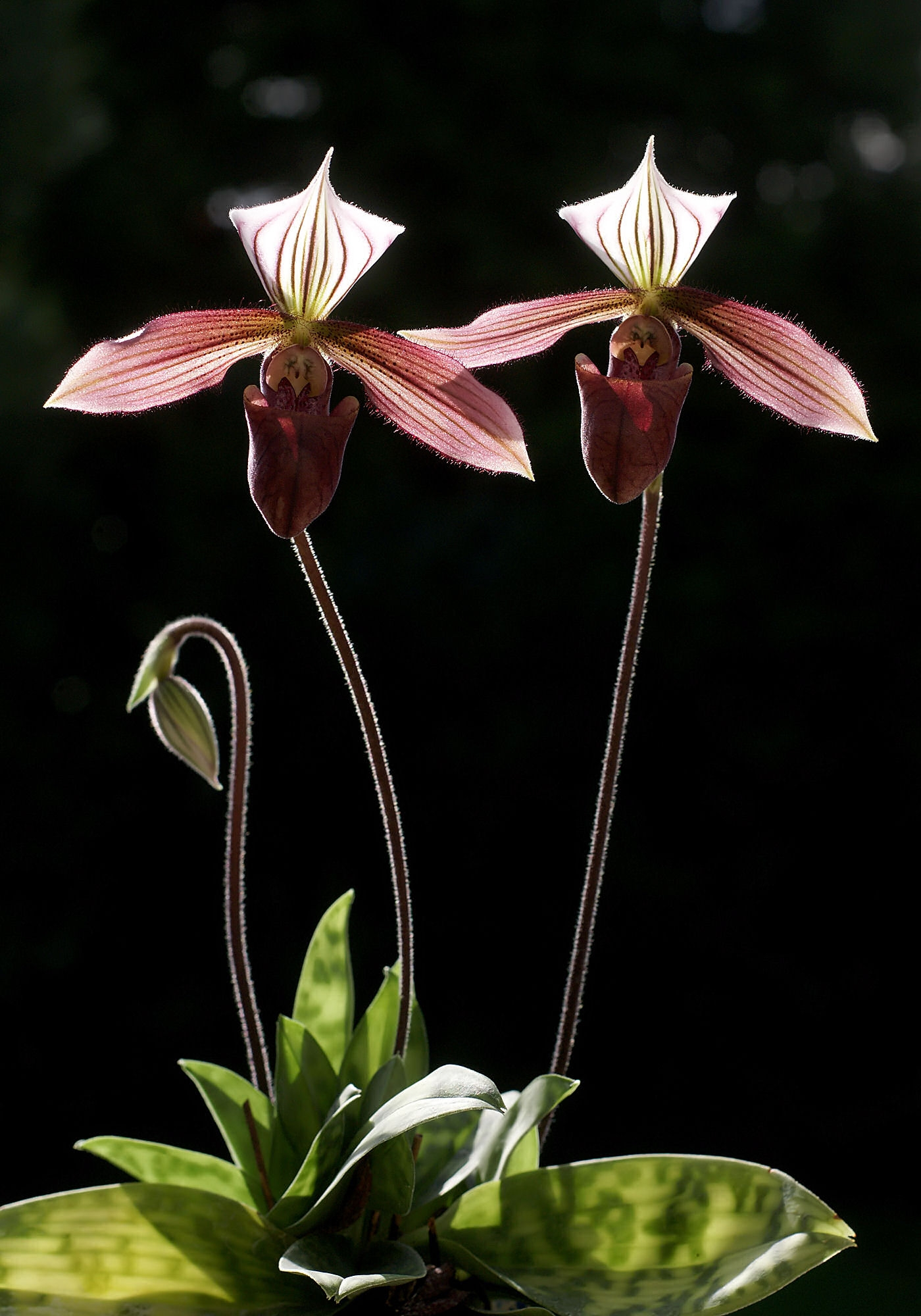
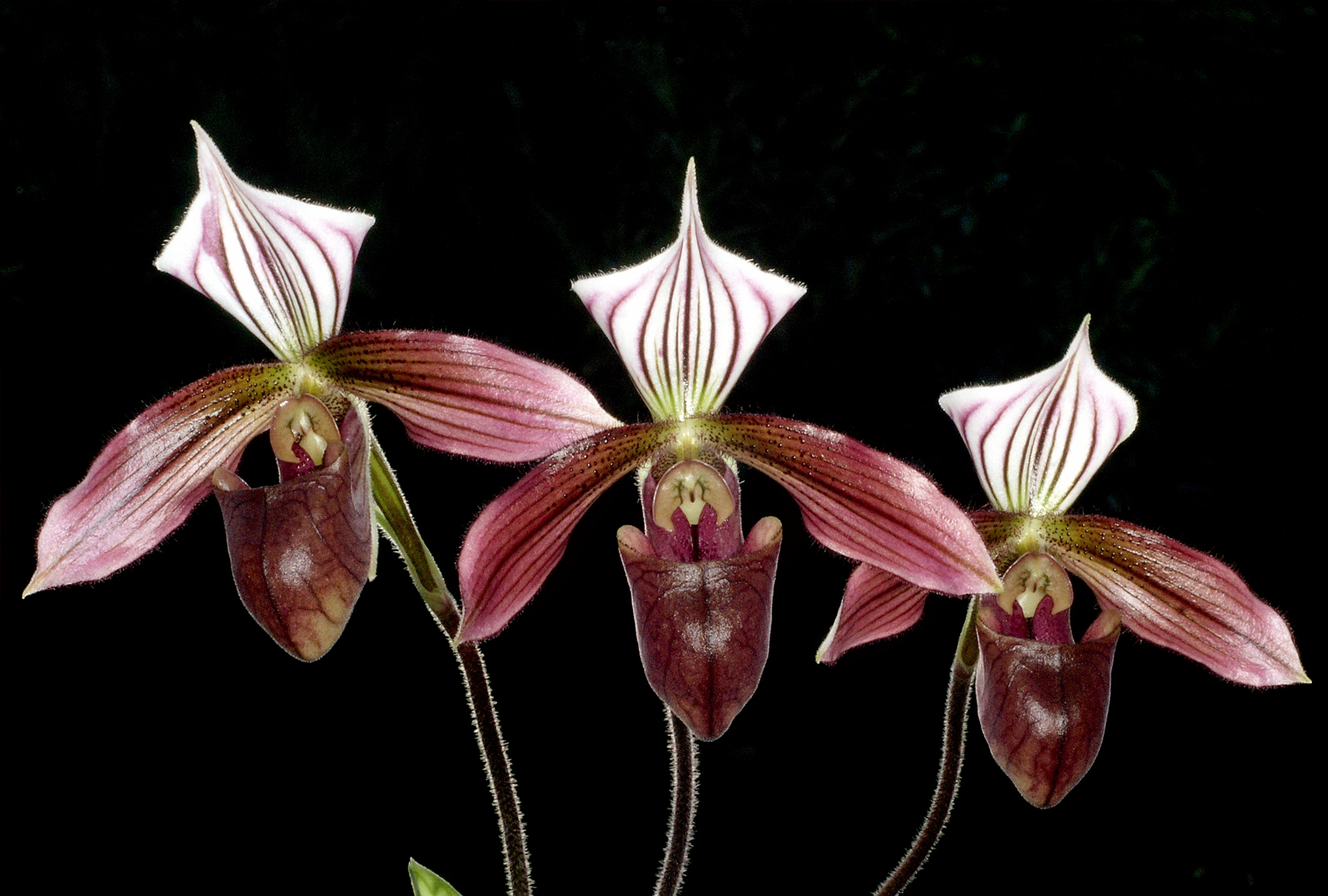
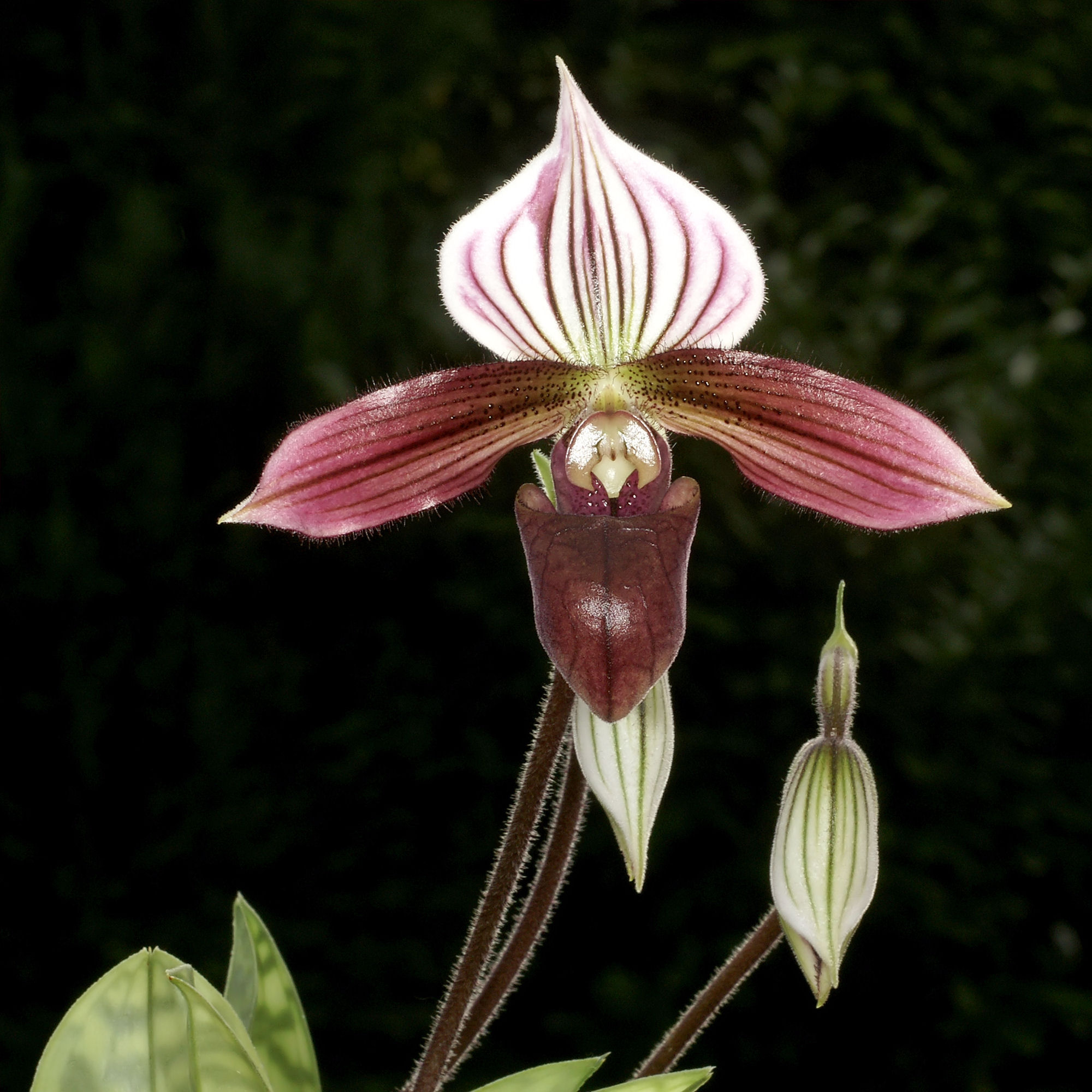
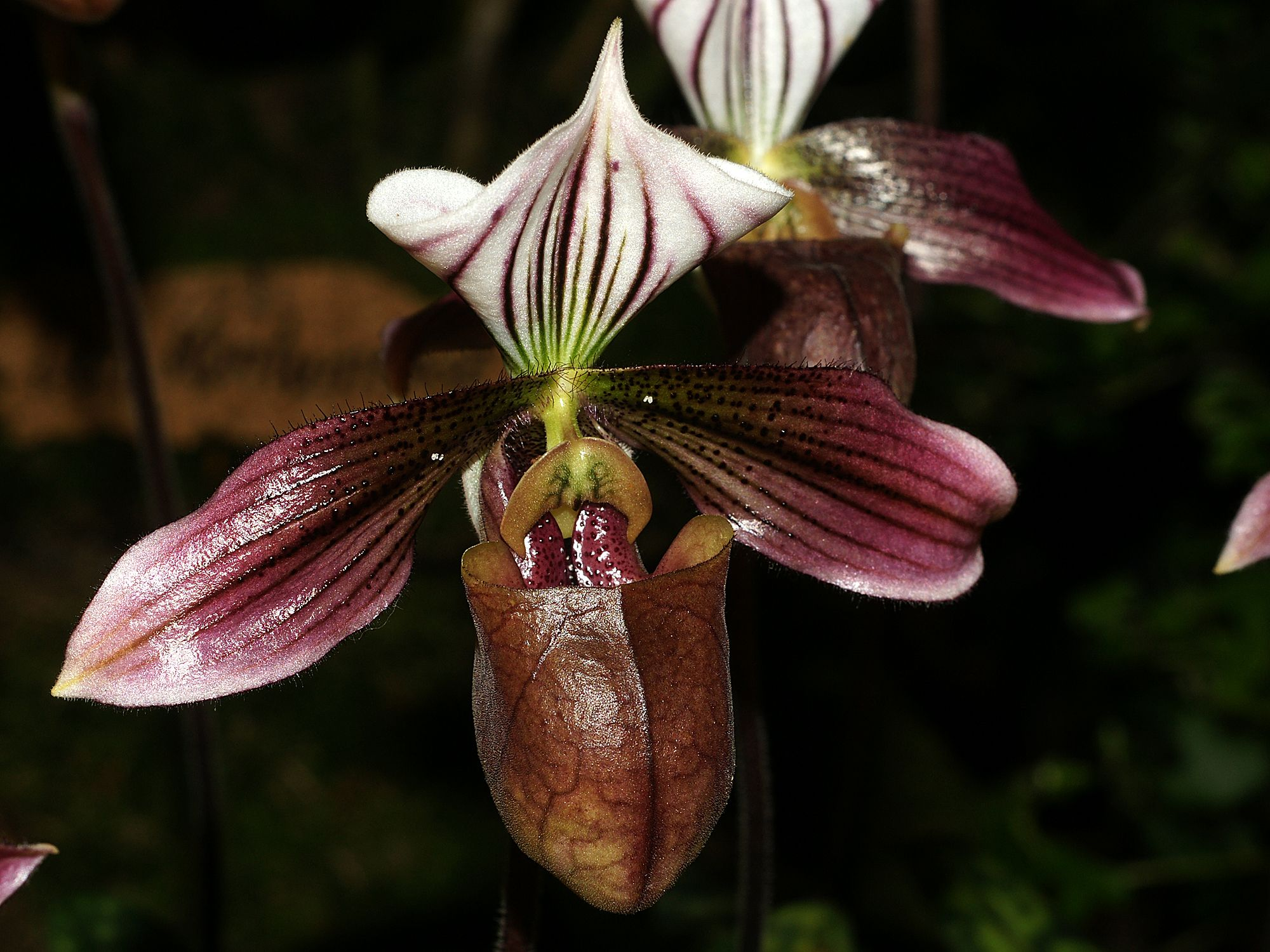
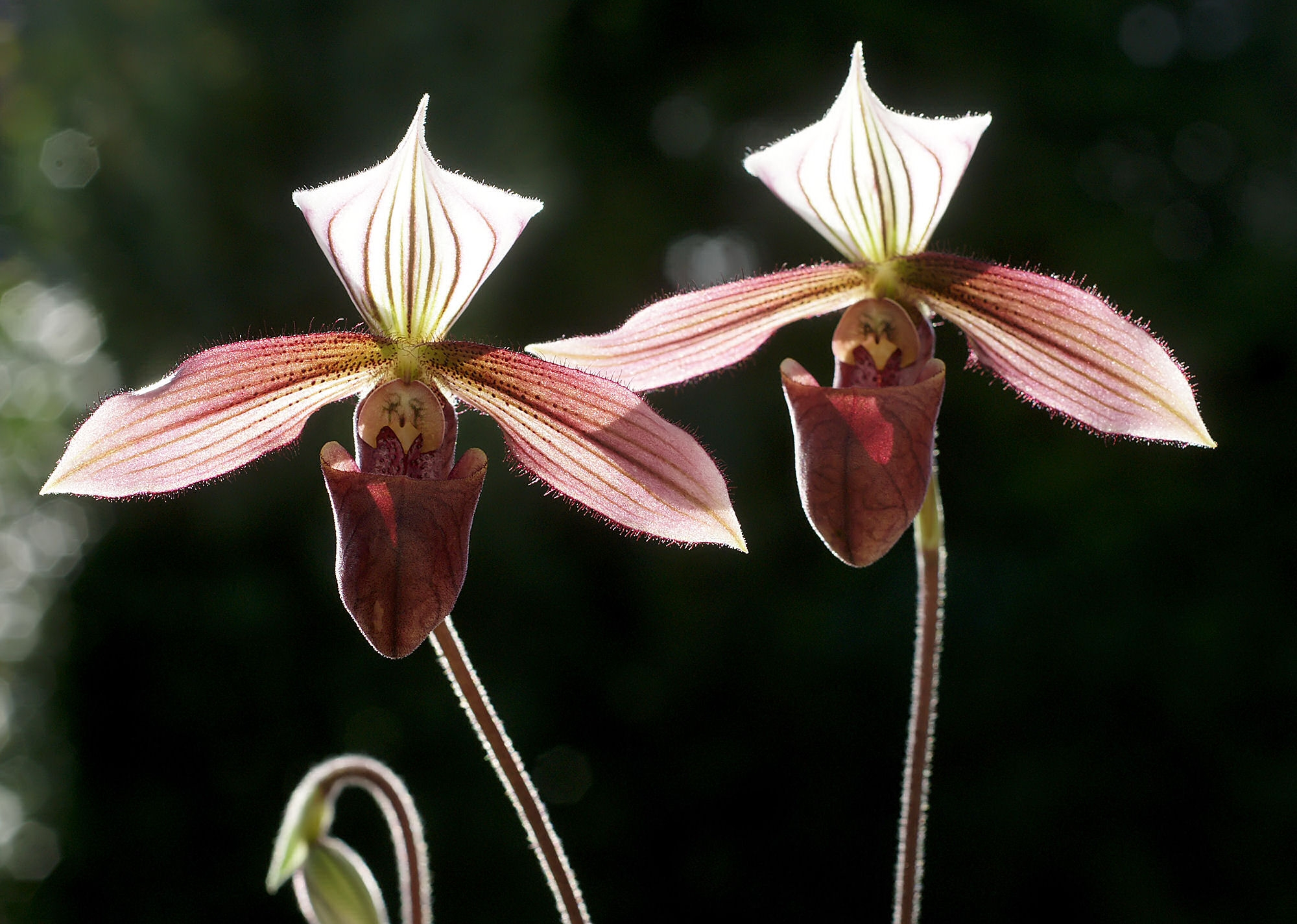
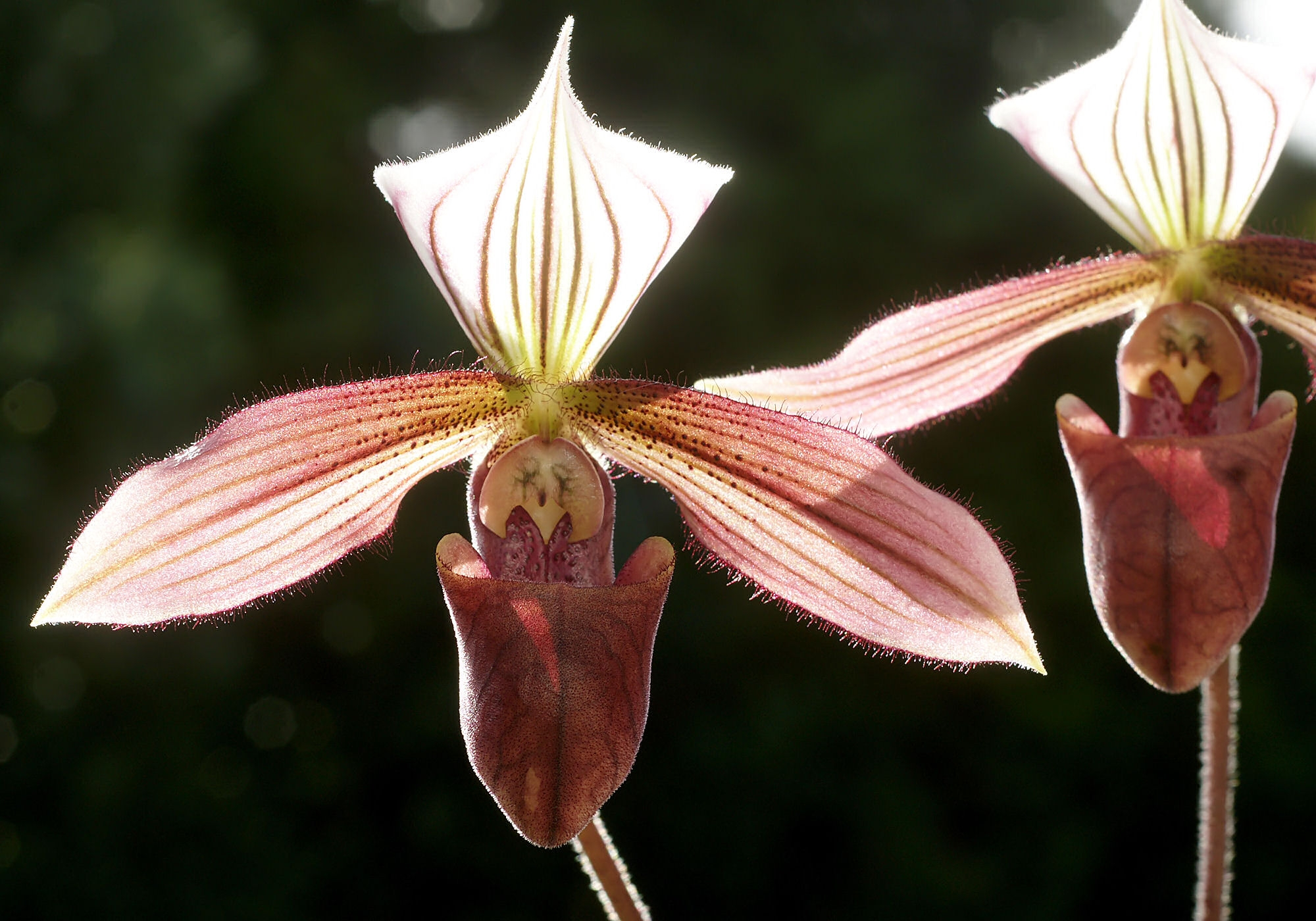